# Василиј Бљухер
Василиј Константинович Бљухер (рус. Васи́лий Константи́нович Блю́хер; Баршинка, 1. децембар 1889 — Москва, 9. новембар 1938) је био совјетски војсковођа који је био међу познатијим жртвама Стаљинове Велике чистке крајем тридесетих година 20. века.

## Биографија
Бљухер је рођен у руској сељачкој породици у селу Баршинка у Јарославској губернији. Упркос немачком презимену, Бљухер нема немачко порекло као што се у неким изворима наводи: ово презиме је његовој породици дао земљопоседник у 19. веку, по чувеном пруском маршалу Гебхарду Леберехту фон Блихеру. Радио је у фабрици пре Првог светског рата, а 1914. је ступио у војску Руског царства и служио као подофицир док му није дат отпуст 1915. након што је био озбиљно рањен. 1916. се учланио у Руску социјалдемократску радничку партију, и учествовао у Руској револуцији 1917. у Самари.
Крајем новембра 1917, Бљухер је као комесар Црвене гарде послат у Чељабинск да сузбије побуну Александра Дутова. Бљухер је ступио у Црвену армију 1918. и ускоро је постао командир. Током Грађанског рата у Русији, био је једна од истакнутих личности на страни бољшевика. Након што је почела побуна Чехословачких легија у августу и септембру 1918, Јужноуралска партизанска армија јачине 10.000 људи под Бљухеровом командом је марширала 1.500 km за 40 дана под борбом како би напала белогардејске снаге одпозади, а затим се придружила регуларним јединицама Црвене армије. За овај успех је Бљухер у септембру 1918. постао први прималац ордена Црвене заставе (касније је још четири пута одликован истим орденом: двапут 1921. и двапут 1928), образложење одликовања је гласило: „Напад који су спровеле снаге друга Бљухера под немогућим условима се може поредити само са Суворовљевим прелазима у Швајцарској“.
Некон што су се његове снаге придружиле редовима Црвене армије у 3. области, реорганизоване су као 51. дивизија, коју је касније водио у нове победе против барона Врангела у новембру.
Након Грађанског рата, Бљухер је служио као војни командант Далекоисточне Републике током 1921. и 1922. Од 1924. до 1927. је био совјетски војни саветник у Кини, где је користио име Гален (по имену своје супруге, Галине) док је био придружен војном штабу Чанг Кај Шека. Био је одговоран за војно планирање Северне експедиције којом је Куоминтанг започео уједињење Кине. Међу онима којима је био инструктор у овом периоду је био и Лин Бјао, касније водећа личност у кинеској Народноослободилачкој војсци. Чанг је допустио Бљухеру да „побегне“ након његове антикомунистичке чистке. По повратку му је дата команда над Украјинским војним округом, а затим је 1929. премештен у витално важну војну команду Совјетског далеког истока, познату као Специјална источна армија црвене заставе (ОКДВА).
Бљухер је био базиран у Хабаровску, и располагао је степеном аутономије на Далеком истоку која је била неуобичајена за совјетског војног команданта. Како је Јапан константно појачавао свој стисак над Кином и непријатељства према Совјетском Савезу, далекоисточна команда је имала пуно посла. У Руско-кинеском сукобу 1929. је поразио кинеске војсковође у брзом походу. За овај изванредни успех је био први прималац ордена Црвене заставе у септембру 1930. 1935. је произведен у маршала Совјетског Савеза. У јулу и августу 1938. је командовао Совјетским далекоисточним фронтом у мање одлучујућој акцији против Јапанаца у бици за Хасанско језеро, на граници између Совјетског Савеза и Кореје под јапанском окупацијом.
Важност далекоисточног фронта је дала Бљухеру одређену дозу имунитета од Стаљинове чистке команде Црвене армије која је почела 1937. убиством Михаила Тухачевског. Штавише, Бљухер је био члан трибунала који је осудио Тухачевског. 1938. је оптужен за неадекватно вођење војске током битке за Хасанско језеро и смењен са дужности. 22. октобра је ухапшен и осуђен за шпијунажу у корист Јапана.
У затвору је Бљухер одбио да призна и никада му није формално суђено. Био је жестоко мучен у затвору Лефортово у Москви, што је по једном од извора довело до његове смрти 9. новембра 1938, док други извор наводи да је стрељан по Стаљиновом наређењу. Када су људи почели да се распитују за њега, речено је да се бори у Кини под псеудонимом. Његова смрт је озваничена 1956. када је постхумно рехабилитован. И даље је популарна личност у Русији, снимљен је документарни филм о његовом животу и објављено више публикација од стране чланова његове породице.